# Castello di Ballindalloch

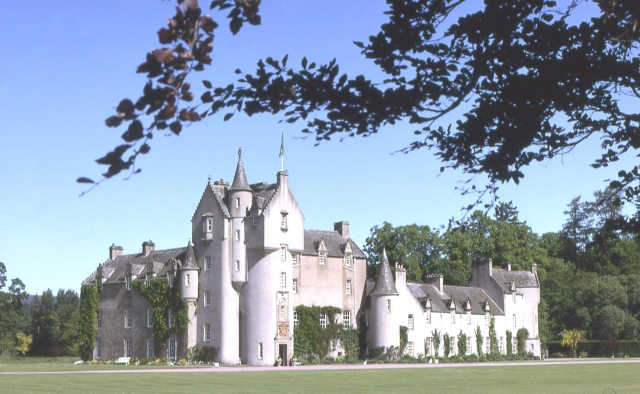
Il castello di Ballindalloch

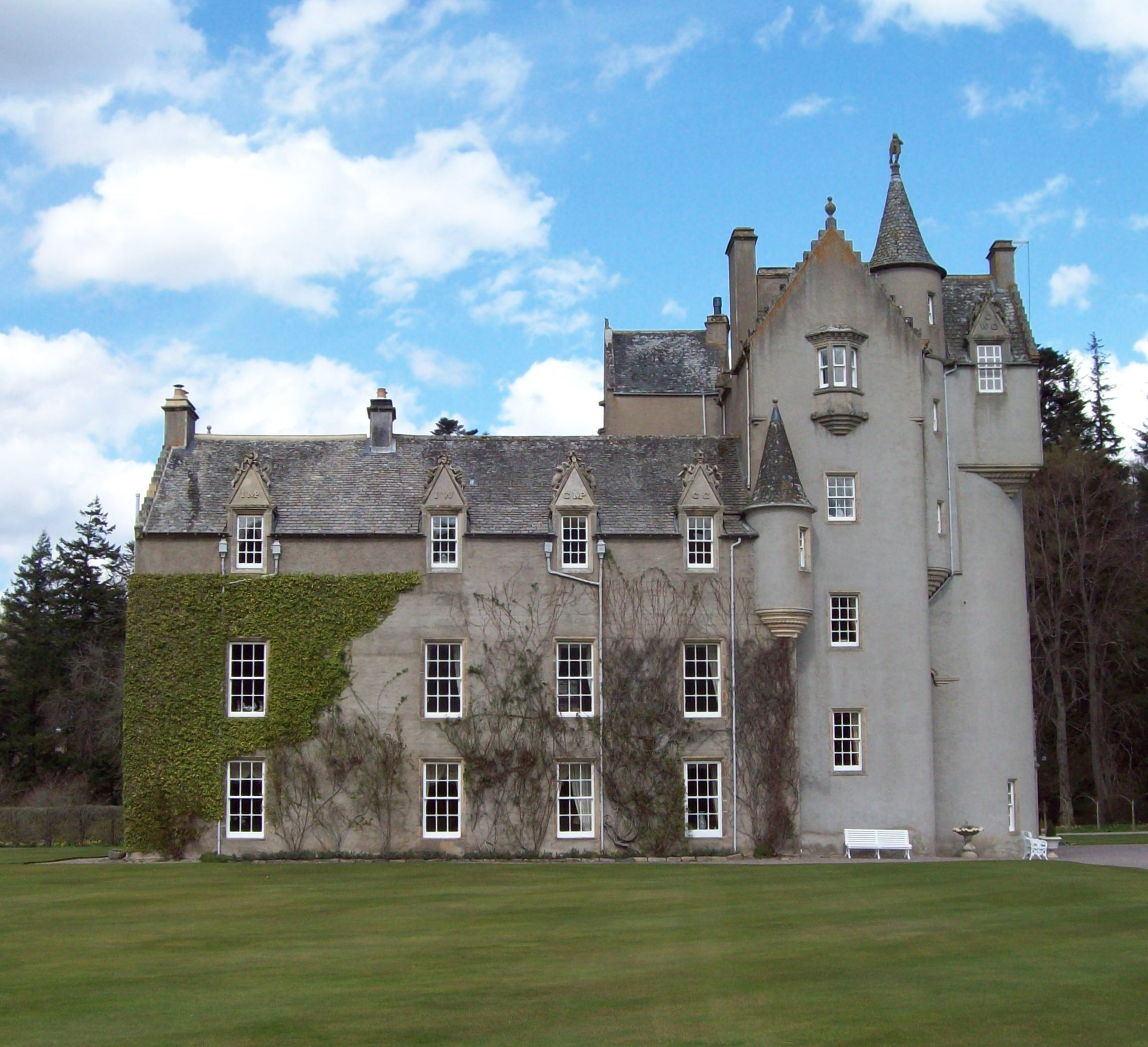
Facciata del castello di Ballindalloch

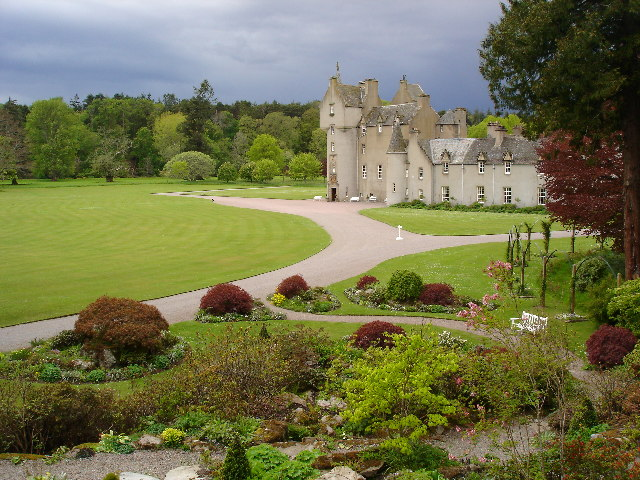
Giardini del castello di Ballindalloch

Il castello di Ballindalloch (in inglese: Ballindalloch Castle) è un castello del villaggio scozzese di Ballindalloch, nel Banffshire (Moray), eretto nel 1546, ma rinnovato nel corso del XVII, XVIII e XIX secolo. Definito "la perla del Nord", fu la dimora della famiglia Macpherson-Grant.

## Storia
La torre originaria, un edificio a forma di "Z", fu eretta nella prima metà del XVI secolo., probabilmente nel 1546, come reca un'iscriziona incisa in una porta del castello.
Nel 1645, in seguito alla battaglia di Inverlochy, il castello venne saccheggiato e dato alle fiamme da James Graham, I marchese di Montrose. Per questo motivo, iniziò un'ampia opera di ristrutturazione dell'edificio.
In seguito, nel 1770, vennero aggiunte al castello due nuove ali per volere del Generale James Grant, uno degli eroi della guerra d'indipendenza americana.
Ulteriori opere di rinnovamento dell'edificio vennero quindi intraprese nel 1850 sotto la direzione dell'architetto Thomas MacKenzie e per volere di Sir John Macpherson-Graham. Una nuova ala fu quindi aggiunta nel 1878 per volere di Sir George, III baronetto di Ballindalloch.
Tra il 1965 e il 1967, venne demolita una delle ali del castello erette in epoca vittoriana e l'edificio venne rimodernato.

## Architettura
Il castello si erge nella Speyside Way, alla confluenza dei fiumi Spey e Avon.

### Esterni
Gli esterni del castello ospitano, tra l'altro, un giardino del XX secolo.
Nella tenuta del castello, è inoltre ospitata una delle mandrie più antiche al mondo, l'Aberdeen Angus, allevata qui sin dal 1860 per volere di Sir George Macpherson-Grant. 

### Interni
Le stanze del castello ospitano, tra l'altro, una collezione di dipinti spagnoli del XVII secolo. Il castello si erge nella Speyside Way, alla confluenza dei fiumi Spey e Avon.  Vi si trova inoltre una libreria con 2.500 volumi.